# Consejo Militar Supremo de Guinea Ecuatorial
El Consejo Militar Supremo de Guinea Ecuatorial, inicialmente llamado Consejo Militar Revolucionario, fue el gobierno de facto en la República de Guinea Ecuatorial entre agosto de 1979 (derogación de la Constitución de 1973) y agosto de 1982 (aprobación de la Constitución de 1982).

## Historia

### El golpe de la libertad
El 3 de agosto de 1979, Francisco Macías fue derrocado por un golpe de Estado dirigido por un grupo de oficiales salidos de la Academia Militar de Zaragoza, entre los que se encontraba Eulogio Oyó Riqueza, el vicepresidente de la República Bonifacio Nguema Esono Nchama, caído en desgracia y máximo responsable del cuerpo cubano instalado en Guinea, el teniente de navío y jefe de la Marina Nacional Florencio Mayé Elá, el capitán de Infantería Salvador Elá Nseng, el alférez de la milicia popular Braulio Nsue Ona, el alférez Félix Mba Ondo Nchama, jefe militar de Río Muni caído en desgracia, el gobernador del Banco Popular de Guinea Ecuatorial Damián Ondo Maye Avang, todos ellos liderados por el sobrino de Macías, el teniente general Teodoro Obiang, el cual había sido alcaide de la prisión de Black Beach (Bioko). Previamente al golpe, Obiang en 1976 había accedido al cargo de secretario general del Ministerio de Fuerzas Armadas Populares y en 1979 al de viceministro de las Fuerzas Armadas.

### Desarrollo
Derrocado Macías, este grupo se constituyó como un Consejo Militar Revolucionario presidido por el propio Obiang. Formaron parte también del Consejo Militar Florencio Mayé Elá como vicepresidente primero y comisario del Ministerio de Asuntos Exteriores, y Salvador Elá Nseng como vicepresidente segundo, entre otros. Las islas del país fueron renombradas como Bioko (antes "Isla de Macías Nguema Biyogo") y Annobón (antes "Isla de Pagalú"). El nuevo régimen se encontró con que las arcas del estado estaban vacías y la población era apenas un tercio de la que había en el momento de la independencia del país, debido a la represión y al exilio.
El 23 de agosto se constituyó el primer gabinete ministerial del Consejo Militar, compuesto por once miembros: El presidente Obiang, Florencio Mayé como vicepresidente primero del Gobierno y encargado de los Asuntos Exteriores, Salvador Elá como vicepresidente segundo y responsable de las Finanzas y el Comercio, Félix Mba Nchama (Interior), Pablo Obama Eyang (Sanidad), Policarpo Monduy Mba (Justicia), Pedro Nsué Obama (Industria y Minas), Paulino Obiang Enama (Agricultura, Ganadería y Forestal), Tarsicio Mané Abeso (Cultura y Obras Públicas), Pedro Edú (Transportes y Urbanismo) y Melchor Ndong (Trabajo). Los ministros recibieron el nombre de "Comisarios Militares".
El 25 de agosto se disolvió el PUNT y el Consejo Militar Revolucionario pasó a llamarse Consejo Militar Supremo. En septiembre, antes del juicio contra el exdictador, fue descubierta una conspiración para rescatar de la cárcel al expresidente Macías, y un contingente de entre 90 y 110 expertos en seguridad marroquíes llegó a Malabo, después de la visita a Rabat de Feliciano Mba, director general de Seguridad durante el régimen de Macías. Macías fue juzgado, condenado a pena de muerte y ejecutado el 29 de septiembre de 1979.
El 12 de octubre de 1979 Teodoro Obiang se autoproclamó presidente del país. El 31 de octubre del mismo año se firmó por primera vez desde 1971 un acuerdo de cooperación entre España y Guinea Ecuatorial y un protocolo de actuación, a los que seguirían el 5 de diciembre de 1979 un acuerdo de cooperación financiera, y dos protocolos.
En febrero de 1980 Salvador Ela Nseng fue destituido como vicepresidente segundo del Consejo Militar y reemplazado por Eulogio Oyó.
España y Guinea Ecuatorial finalmente firmaron un Tratado de Amistad y Cooperación en octubre de 1980.

### Nueva constitución y disolución del Consejo Militar
En agosto de 1982 se aprobó en referéndum una nueva Constitución, que sustituía el Consejo Militar por un gobierno formal y la Cámara de los Representantes del Pueblo.